# 신희섭 (권투 선수)
신희섭(1964년 7월 29일~)은 대한민국의 권투 선수로, 1986년 8월 2일부터 1987년 2월 22일까지 국제 복싱 연맹(IBF) 플라이급 챔피언이었다. 